# Moeten wij dan samen sterven...
Moeten wij dan samen sterven ... is het vierde album uit de stripreeks Samber van Yslaire.

## Verhaallijn
De revolutie gaat zijn eerste nacht in. Rodolphe en zijn revolutionairen hebben Julie bevrijd uit de gevangenenkoets en samen staan ze op de barricades. Als de gardisten willen ingrijpen, ontbloot Julie haar zwangere buik en schreeuwt “Nou, schiet dan ! Schiet ! Want er moet bloed vloeien... Maar richt goed op mijn buik, opdat mijn kind onze ellende nooit zal hoeven meemaken.”. De gardisten aarzelen en trekken zich terug. De rust keert voorlopig terug en Rodolphe neemt Julie, die bewusteloos is gevallen, mee naar zijn vertrekken. Daar bezwijkt ook hij aan haar charmes.
Bernard is ondertussen midden in de nacht bij neef Guizot beland waar hij de moord op Valdieu bekent, in de hoop Julie hiermee te ontlasten. Hij verneemt er dat zijn zus Sarah zich ondertussen heeft verloofd met Guizot, om zo het fortuin van de Sambers te laten beheren door een man. Bernard vlucht de nacht in en trekt naar een politiekantoor waar hij zichzelf opnieuw beschuldigt van de moord op Valdieu. Guizot wordt hiervan verwittigd en in het gesprek met Bernard suggereert hij dat Hugo Samber mogelijk weleens een verhouding kon hebben met Iris, de moeder van Julie. Hij laat Bernard bevrijden die daarna “de kapelaan”, de oude kameraad van Hugo Samber, weer opzoekt. Daar vraagt hij naar Iris Saintange. De kapelaan vertelt over het boek van “de oorlog van de ogen”, de ontdekking van schedels in een mijngang, de idylle tussen Iris en Hugo. Gedurende het gesprek heeft Bernard de degen uit zijn wandelstok gehaald. Aan het einde van het gesprek stort de kapelaan zich op de degen van Bernard.
Bernard zit weer in een politiekantoor bij neef Guizot. Die stelt Bernard voor om een document te ondertekenen waarin Julie wordt beschuldigd van de moord op Bernards moeder, Egon Valdieu en “de kapelaan”. Guizot overhaalt hem ten slotte door zijn handtekening te ruilen voor de vrijlating van Julie. Pas als hij heeft ondertekend, hoort Bernard dat Julie al op vrije voeten was. Hij wordt opgepikt door de koets van zijn zus Sarah, maar na een laatste gesprek verlaat hij de koets weer en trekt naar het huis van zijn vader in de rue des innocents. Hij wordt wakker na een nachtmerrie en trekt naar het balkon om een frisse kop te halen. Daar ziet hij Rodolphe en zijn revolutionairen verzameld rond een wagen met de lichamen van de burgers neergeschoten door de gardisten. In zijn armen houdt Rodolphe de neergeschoten Julie vast. Bernard volgt de wagen een tijdje en neemt het lichaam van Julie vast. Ze wordt wakker en bevestigt nog het verhaal van “de kapelaan” wat dus betekent dat Julie en Bernard halfzus en halfbroer zijn. Bernard waakt nog een tijdje bij Julie en trekt daarna mee met de revolutionairen op.
Julie wordt wakker in het huis van Hugo Samber, maar het is niet Bernard die ze als eerste ziet, maar Rodolphe. Hij vertelt haar dat Bernard dapper heeft gevochten voor de republiek.